# Argatawang
Argatawang is een bestuurslaag in het regentschap Tegal van de provincie Midden-Java, Indonesië. Argatawang telt 1907 inwoners (volkstelling 2010).